# 比薩的喜波妲蜜亞
喜波妲蜜亞，是希臘神話中的比薩王后。

## 簡介
喜波妲蜜亞的父親是比薩國王俄诺玛俄斯，由於預言表示他會被女婿殺害，所以凡青年向其女求婚，國王便與他們比賽戰車賽跑，勝過國王者能得嬌妻，反之要被斬首。國王的馬匹是戰神阿瑞斯贈送的寶馬，戰無不勝，前後有十八名青年因此送命。坦塔洛斯的儿子珀羅普斯向國王挑戰，喜波妲蜜亞買通其父的車夫米爾提路斯幫忙，讓車夫拔掉國王戰車上車輪的螺栓，國王因戰車傾覆被馬匹拖行而亡，珀羅普斯贏得比賽。有一種說法認為比薩國王死前的詛咒使珀羅普斯與喜波妲蜜亞的後裔不幸。